# Lijst van voetbalinterlands Polen - Slovenië
Deze lijst van voetbalinterlands is een overzicht van alle officiële voetbalwedstrijden tussen de nationale teams van Polen en Slovenië. De landen speelden tot op heden acht keer tegen elkaar, te beginnen met een vriendschappelijke wedstrijd op 27 maart 1996 in Łódź. Het laatste duel, een kwalificatiewedstrijd voor het Europees kampioenschap voetbal 2020, vond plaats in Warschau op 19 november 2019.

## Wedstrijden
| № | Plaats       | Datum            | Competitie           | Wedstrijd        | Uitslag |
| - | ------------ | ---------------- | -------------------- | ---------------- | ------- |
| 1 | Łódź         | 27 maart 1996    | Vriendschappelijk    | Polen – Slovenië | 0 – 0   |
| 2 | Warschau     | 25 maart 1998    | Vriendschappelijk    | Polen – Slovenië | 2 – 0   |
| 3 | San Fernando | 18 februari 2004 | Vriendschappelijk    | Polen – Slovenië | 2 – 0   |
| 4 | Wrocław      | 6 september 2008 | WK 2010 kwalificatie | Polen – Slovenië | 1 – 1   |
| 5 | Maribor      | 9 september 2009 | WK 2010 kwalificatie | Slovenië – Polen | 3 – 0   |
| 6 | Wrocław      | 14 november 2016 | Vriendschappelijk    | Polen – Slovenië | 1 – 1   |
| 7 | Ljubljana    | 6 september 2019 | EK 2020 kwalificatie | Slovenië − Polen | 2 − 0   |
| 8 | Warschau     | 19 november 2019 | EK 2020 kwalificatie | Polen − Slovenië | 3 − 2   |

## Samenvatting
| Competitie        | Totaal gespeeld | Winst Polen | Gelijk | Winst Slovenië | Doelsaldo Polen – Slovenië |
| ----------------- | --------------- | ----------- | ------ | -------------- | -------------------------- |
| WK-kwalificatie   | 2               | 0           | 1      | 1              | 1 − 4                      |
| EK-kwalificatie   | 2               | 1           | 0      | 1              | 3 − 4                      |
| Vriendschappelijk | 4               | 2           | 2      | 0              | 5 − 1                      |
| Totaal            | 8               | 3           | 3      | 2              | 9 − 9                      |

## Details

### Eerste ontmoeting
| Vriendschappelijk (Łódź, Polen, 27 maart 1996): |              | |
| Polen | 0 – 0        | Slovenië |
| | goals        | |
| Władysław Stachurski | bondscoach   | Zdenko Verdenik |
| Andrzej Woźniak Jacek Zieliński Marek Jóźwiak Kazimierz Węgrzyn Marek Citko 63' Dariusz Gęsior Piotr Nowak Radosław Michalski Jacek Bednarz Andrzej Juskowiak Mariusz Śrutwa 77' | opstellingen | Boško Boškovič Marinko Galič Darko Milanič Robert Englaro Peter Binkovski 46' Zlatko Zahovič Đoni Novak Aleš Čeh Sašo Udovič 75' Matjaž Florjančič 54' Primož Gliha |
| Zbigniew Wyciszkiewicz 63' Sylwester Czereszewski 77' | wissels      | 46' Damjan Gajser 54' Ermin Šiljak 75' Vladimir Kokol |
| | gele kaarten | 50' Aleš Čeh |

### Tweede ontmoeting
| Vriendschappelijk (Warschau, Polen, 25 maart 1998): |       |          |
| Polen                                               | 2 – 0 | Slovenië |
| Wojciech Kowalczyk 37' Tomasz Iwan 55'              | goals |          |

### Derde ontmoeting
| Vriendschappelijk (San Fernando, Spanje, 18 februari 2004): |       |          |
| Polen                                                       | 2 – 0 | Slovenië |
| Sebastian Mila 24' Andrzej Niedzielan 65'                   | goals |          |

### Vierde ontmoeting
| WK 2010 kwalificatie (Wrocław, Polen, 6 september 2008): |              | |
| Polen | 1 – 1        | Slovenië |
| Michał Żewłakow 17' (pen.) | goals        | 35' Zlatko Dedič |
| Leo Beenhakker | bondscoach   | Matjaž Kek |
| Łukasz Fabiański Marcin Wasilewski Bartosz Bosacki 51' Michał Żewłakow Marcin Kowalczyk Jakub Błaszczykowski Mariusz Lewandowski Rafał Murawski 46' Roger Guerreiro 73' Jacek Krzynówek Łukasz Piszczek | opstellingen | Samir Handanović 85' Mišo Brečko Anton Žlogar Marko Šuler Boštjan Cesar Branko Ilič Mirnes Šišić Robert Koren 89' Milivoje Novakovič Darijan Matič 70' Andraž Kirm |
| Tomasz Bandrowski 46' Mariusz Jop 51' Marek Saganowski 73' | wissels      | 70' Valter Birsa 85' Andrej Komac 89' Zlatko Dedič |
| Marcin Kowalczyk 67' Marek Saganowski 81' | gele kaarten | 11' Zlatko Dedič 16' Robert Koren 57' Andrej Komac 77' Mišo Brečko                                                                                                 |
| - Debuut van Tomasz Bandrowski (Lech Poznań) voor Polen. |              | |

### Vijfde ontmoeting
| WK 2010 kwalificatie (Maribor, Slovenië, 9 september 2009): |              | |
| Slovenië | 3 – 0        | Polen |
| Zlatko Dedič 13' Milivoje Novakovič 45' Valter Birsa 62' | goals        | |
| Matjaž Kek | bondscoach   | Leo Beenhakker |
| Samir Handanović Mišo Brečko Marko Šuler Matej Mavrič Robert Koren Valter Birsa 71' Milivoje Novakovič Bojan Jokić Zlatko Dedič 58' Andraž Kirm Aleksandar Radosavljevič 89' | opstellingen | Artur Boruc Michał Żewłakow Bartosz Bosacki Dariusz Dudka 61' Seweryn Gancarczyk Jakub Błaszczykowski Mariusz Lewandowski Roger Guerreiro 46' Ludovic Obraniak Jacek Krzynówek 61' Paweł Brożek |
| Zlatan Ljubijankič 58' Andrej Komac 71' Nejc Pečnik 89' | wissels      | 46' Wojciech Łobodziński 61' Robert Lewandowski 61' Euzebiusz Smolarek |
| Zlatko Dedič 9' Mišo Brečko 39' | gele kaarten | 39' Jakub Błaszczykowski 45' Ludovic Obraniak |

### Zesde ontmoeting
| Vriendschappelijk (Wrocław, Polen, 14 november 2016): |              | |
| Polen | 1 – 1        | Slovenië |
| Łukasz Teodorczyk 79' | goals        | 24' Miha Mevlja |
| Adam Nawałka | bondscoach   | Srečko Katanec |
| Artur Boruc 46' Bartosz Bereszyński Thiago Cionek Paweł Wszołek 66' Artur Jędrzejczyk Michał Pazdan Grzegorz Krychowiak 46' Krzysztof Mączyński 83' Jacek Góralski 61' Bartosz Kapustka 71' Łukasz Teodorczyk | opstellingen | 84' Vid Belec Gregor Sikošek Miha Mevlja 46' Miral Samardžić Boban Jović Rene Krhin 65' Benjamin Verbič Jasmin Kurtič 46' Miha Zajc Nik Omladič 53' Josip Iličić |
| Wojciech Szczęsny 46' Kamil Wilczek 46' Piotr Zieliński 61' Jakub Błaszczykowski 66' Kamil Grosicki 71' Damian Dąbrowski 83' | wissels      | 46' Rok Kronaveter 46' Antonio Delamea Mlinar 53' Andraž Šporar 65' Aleks Pihler 84' Jan Koprivec                                                                |
| Michał Pazdan 76' | gele kaarten | 30' Miha Zajc 70' Rene Krhin |
| - Debuut van Damian Dąbrowski (MKS Cracovia) en Jacek Góralski (Jagiellonia Białystok) voor Polen. - 64ste en laatste interland van doelman Artur Boruc voor Polen. - Debuut van Gregor Sikošek (FC Koper), Jan Koprivec (Anorthosis Famagusta), Antonio Delamea Mlinar (NK Olimpija) en Aleks Pihler (NK Maribor) voor Slovenië. |              | |

Poolse voetbalbond · A-internationals · Selecties · Statistieken · Pools vrouwenelftal · Olympisch elftal · Polen U21 · Polen U20 · Polen U19 · Polen U18 · Polen U17 · Polen U16
1921 – 1929 ·
1930 – 1939 ·
1940 – 1949 ·
1950 – 1959 ·
1960 – 1969 ·
1970 – 1979 ·
1980 – 1989 ·
1990 – 1999 ·
2000 – 2009 ·
2010 – 2019 ·
2020 – 2029
EK 2008 · 
EK 2012 · 
EK 2016 · 
EK 2020
WK 1938 ·
WK 1974 ·
WK 1978 ·
WK 1982 ·
WK 1986 ·
WK 2002 ·
WK 2006 ·
WK 2018
OS 1924 ·
OS 1936 ·
OS 1972 ·
OS 1976 ·
OS 1992
1921 · 
1922 · 
1923 · 
1924 · 
1925 · 
1926 · 
1927 · 
1928 · 
1929 · 
1930 · 
1931 · 
1932 · 
1933 · 
1934 · 
1935 · 
1936 · 
1937 · 
1938 · 
1939 · 
1940–1946 · 
1947 · 
1948 · 
1949 · 
1950 · 
1951 · 
1952 · 
1953 · 
1954 · 
1955 · 
1956 · 
1957 · 
1958 · 
1959 · 
1960 · 
1961 · 
1962 · 
1963 · 
1964 · 
1965 · 
1966 · 
1967 · 
1968 · 
1969 · 
1970 · 
1971 · 
1972 · 
1973 · 
1974 · 
1975 · 
1976 · 
1977 · 
1978 · 
1979 · 
1980 · 
1981 · 
1982 · 
1983 · 
1984 · 
1985 · 
1986 · 
1987 · 
1988 · 
1989 · 
1990 · 
1991 · 
1992 · 
1993 · 
1994 · 
1995 · 
1996 · 
1997 · 
1998 · 
1999 · 
2000 · 
2001 · 
2002 · 
2003 · 
2004 · 
2005 · 
2006 · 
2007 · 
2008 · 
2009 · 
2010 · 
2011 · 
2012 · 
2013 · 
2014 ·
2015 ·
2016 ·
2017 ·
2018 ·
2019 ·
2020 ·
2021
Albanië ·
Algerije ·
Andorra ·
Argentinië ·
Armenië ·
Australië ·
Azerbeidzjan ·
België ·
Bolivia ·
Bosnië en Herzegovina ·
Brazilië ·
Bulgarije ·
Canada ·
Chili ·
China ·
Colombia ·
Costa Rica ·
Cyprus ·
DDR ·
Denemarken ·
Duitsland ·
Ecuador ·
Egypte ·
Engeland ·
Estland ·
Faeröer · 
Finland ·
Frankrijk ·
Georgië ·
Gibraltar ·
Griekenland ·
Guatemala ·
Haïti ·
Hongarije ·
Ierland ·
India ·
Irak ·
Iran ·
Israël ·
Italië ·
Ivoorkust ·
IJsland ·
Japan ·
Joegoslavië ·
Kameroen ·
Kazachstan ·
Koeweit ·
Kroatië ·
Letland ·
Libië ·
Liechtenstein ·
Litouwen ·
Luxemburg ·
Marokko ·
Malta ·
Mexico ·
Moldavië ·
Montenegro ·
Nederland ·
Nieuw-Zeeland ·
Nigeria ·
Noord-Ierland ·
Noord-Korea ·
Noord-Macedonië ·
Noorwegen ·
Oekraïne ·
Oostenrijk ·
Peru ·
Portugal ·
Roemenië ·
Rusland ·
San Marino ·
Saoedi-Arabië · 
Schotland ·
Senegal ·
Servië ·
Servië en Montenegro · 
Singapore ·
Slovenië ·
Slowakije ·
Sovjet-Unie ·
Spanje ·
Thailand · 
Tsjechië ·
Tsjecho-Slowakije ·
Tunesië ·
Turkije ·
Uruguay ·
Verenigde Arabische Emiraten ·
Verenigde Staten ·
Wales ·
Wit-Rusland ·
Zuid-Afrika ·
Zuid-Korea ·
Zweden ·
Zwitserland
België (1982) ·
Colombia (2018) ·
Costa Rica (2006) ·
Duitsland (2006) ·
Duitsland (2008) ·
Duitsland (2016) ·
Ecuador (2006) ·
Frankrijk (1982) ·
Frankrijk (2022) ·
Griekenland (2012) ·
Italië (1982, 1) ·
Italië (1982, 2) ·
Japan (2018) ·
Kameroen (1982) ·
Kroatië (2008) ·
Noord-Ierland (2016) ·
Oostenrijk (2008) ·
Peru (1982) ·
Rusland (2012) ·
Senegal (2018) ·
Slowakije (2021) ·
Sovjet-Unie (1982) ·
Spanje (2021) ·
Tsjechië (2012) ·
Zweden (2021)
NZS · A-internationals · Bondscoaches · Selecties · Statistieken · Sloveens vrouwenelftal · Olympisch elftal · Slovenië U21 · Slovenië U20 · Slovenië U19 · Slovenië U18 · Slovenië U17 · Slovenië U16
1991 – 1999 ·
2000 – 2009 ·
2010 – 2019 ·
2020 − 2029
EK's: 1996 · 
2000 · 
2004 · 
2008 · 
2012 · 
2016 · 
2020 · 
2024
WK's: 1998 · 
2002 · 
2006 · 
2010 · 
2014 · 
2018 ·
2022
1991 · 
1992 · 
1993 · 
1994 · 
1995 · 
1996 · 
1997 · 
1998 · 
1999 · 
2000 · 
2001 · 
2002 · 
2003 · 
2004 · 
2005 · 
2006 · 
2007 · 
2008 · 
2009 · 
2010 · 
2011 · 
2012 · 
2013 · 
2014 · 
2015 · 
2016 · 
2017 · 
2018 ·
2019 ·
2020 ·
2021 ·
2022 ·
2023 ·
2024
Albanië ·
Algerije ·
Argentinië ·
Armenië ·
Australië ·
Azerbeidzjan ·
België ·
Bosnië en Herzegovina ·
Bulgarije ·
Canada ·
China ·
Colombia ·
Cyprus ·
Denemarken ·
Duitsland ·
Engeland ·
Estland ·
Faeröer ·
 Finland ·
Frankrijk ·
Georgië ·
Ghana ·
Gibraltar ·
Griekenland ·
Honduras ·
Hongarije ·
IJsland ·
Israël ·
Italië ·
Ivoorkust ·
Joegoslavië ·
Kazachstan ·
Kosovo ·
Kroatië ·
Letland ·
Litouwen ·
Luxemburg ·
Malta ·
Mexico ·
Moldavië ·
Montenegro ·
Nederland ·
Nieuw-Zeeland ·
Noord-Ierland ·
Noord-Macedonië ·
Noorwegen ·
Oekraïne ·
Oman ·
Oostenrijk ·
Paraguay ·
Polen ·
Portugal ·
Qatar ·
Roemenië ·
Rusland ·
San Marino ·
Saoedi-Arabië ·
Schotland ·
Servië ·
Servië en Montenegro ·
Slowakije ·
Spanje ·
Trinidad en Tobago ·
Tsjechië ·
Tunesië ·
Turkije · 
Uruguay ·
Verenigde Arabische Emiraten ·
Verenigde Staten ·
Wales ·
Wit-Rusland ·
Zuid-Afrika ·
Zweden ·
Zwitserland
Algerije (2010) · 
Engeland (2010) · 
Paraguay (2002) · 
Spanje (2002) · 
Verenigde Staten (2010) · 
Zuid-Afrika (2002)